# Лысенко, Юрий Семёнович
Юрий (Георгий) Семёнович Лысенко (8 (21) апреля 1910 — 12 марта 1994, Киев, Украина) — советский и украинский кинорежиссёр

 и сценарист. Заслуженный деятель искусств УССР (1967).

## Биография
Юрий Лысенко родился в селе Валява Черкасской области.
В 1929—1931 гг. — сотрудник газет в Харькове и Сумах.
В 1940 году окончил Киевский институт театрального искусства.
Участник Великой Отечественной войны.
Работал в театрах Киева, Луцка, Полтавы, Мелитополя.
Режиссёр Киевской киностудии художественных фильмов им. А. Довженко (1955—1984).
Возглавил Театр киноактёра в 1979 году при киностудии имени Довженко.
Был членом Национального союза кинематографистов Украины с 1961 года.

## Семья
Дочери:
- Лариса Георгиевна Лысенко (род. 28 марта 1938 г.) — главная медсестра НИИ нейрохирургии имени академика А. П. Ромоданова НАМН Украины.
- Ольга Георгиевна Лысенко (1941—2025) — советская и российская киноактриса.
- Оксана Георгиевна Лысенко (род. 30 января 1945 г.) — украинский кинорежиссёр.

## Память
- 12 марта 2015 года на Национальной киностудии имени Александра Довженко была открыта мемориальная доска кинорежиссёру Юрию Семеновичу Лысенко[2].

## Фильмография

### Режиссёр
- 1974 — «Белый круг»
- 1973 — «Огонь»
- 1970 — «Узники Бомона»
- 1965 — «Проверено — мин нет»
- 1962 — «Мы, двое мужчин»
- 1960 — «Самолёт уходит в 9»
- 1959 — «Таврия»
- 1958 — «Гроза над полями»
- 1957 — «Если бы камни говорили…»

### 2-й режиссёр
- 1956 — «Когда поют соловьи»

### Сценарист
- 1974 — «Белый круг» (в соавторстве с Александром Сацким)
- 1973 — «Огонь» (в соавторстве с Александром Сацким)
- 1970 — «Узники Бомона»
- 1965 — «Проверено — мин нет»
- 1959 — «Таврия»
- 1957 — «Если бы камни говорили…» (в соавторстве с Михаилом Януковичем)

## Источник
- Театр-фантом, или Как восстановить Театр киноактера?